# بريان بيشوب
بريان بيشوب (بالإنجليزية: Bryan Bishop)‏ هو مقدم برامج إذاعية أمريكي، ولد في 13 سبتمبر 1978.

## وصلات خارجية
- الموقع الرسمي